# Alexei Zouev
Alexei Zouev (russisch Алексей Зуев/Alexei Sujew; * 28. April 1982 in Leningrad, Sowjetunion) ist ein russischer Pianist.

## Leben
Zouev begann seine Ausbildung als Siebenjähriger im Vorkonservatorium und einer speziellen Fachschule für Hochbegabte am Sankt Petersburger Konservatorium. Im Jahr 1999 erhielt er als erste von vielen nachfolgenden Auszeichnungen den 2. Preis beim „Internationalen Prokofjew-Wettbewerb“; ein 1. Preis wurde damals nicht vergeben. 2002 gewann er den „Educational Award“ bei der „London International Piano Competition“ und 2004 wurde er Sieger beim internationalen Kissinger Klavierolymp. Schließlich gewann er im Herbst 2009 den 2. Preis beim internationalen Klavierwettbewerb Concours Géza Anda in Zürich.
Seit dem Jahr 2000 war Zouev Student von Alexei Ljubimow am Mozarteum in Salzburg und schloss dort 2009 seine Ausbildung ab. Im Jahr 2001 war er Teilnehmer der Internationalen Sommerakademie Mozarteum Salzburg und 2002 des internationalen Beethoven-Meisterkurses in Positano. Im Jahr 2001 erhielt er das Stipendium der Klavierfabrik Bösendorfer. 2003 wurde er Stipendiat des „Herbert-von-Karajan-Centrums“ in Wien.
Neben seiner weltweiten Konzerttätigkeit war er zu Gast bei mehreren internationalen Festivals, unter anderem beim „Elba Music Festival“, bei den „Moskauer Osterfestspielen“, den Sankt Petersburger „Stars der weißen Nächte“, beim Oleg Kagan Musik Festival, dem Kissinger Sommer, den Festspielen Mecklenburg-Vorpommern und dem Klavier-Festival Ruhr. Zuev trat mit Sir George Solti’s World Orchestra for Peace unter dem Dirigat von Valery Gergiev auf. Er spielte mit dem London Philharmonic Orchestra und dem Philadelphia Orchestra unter Vladimir Jurowski.
2012 veröffentlichte Zuev zusammen mit Alexei Lubimow eine CD mit Debussys L’après-midi d’un faune in der Bearbeitung von Ravel für zwei Klaviere. 2017 folgte eine CD mit Klavierwerken von Edvard Grieg.